# 1940年の音楽
1940年の音楽（1940ねんのおんがく）では、1940年（昭和15年）の世界の音楽分野について記述する。

## 概要
- グレン・ミラーが「タキシード・ジャンクション」を録音した[1]。
- 3月28日-アントニオ・ブロサは、ニューヨークのカーネギー・ホールでジョン・バルビローリ指揮ニューヨーク・フィルとブリテンのヴァイオリン協奏曲を初演。
- 4月26日-ウディ・ガスリーは、ニュージャージー州カムデンのRCAビクター・スタジオでダスト・ボウル・バラードのほとんどをレコーディング。
- 5月27日– Quartetto Egieが初めて人前で演奏。
- 7月20日–ビルボードマガジンが最初の「音楽人気チャート」を発行。
- 8月 – エドムンド・ロスが自身のルンバ・バンドを結成[2]。
- 11月9日-ホアキン ロドリゴのアランフェス協奏曲がバルセロナで初演された。
- 11月13日-ウォルト・ディズニーの アニメーション映画「 ファンタジア」が、レオポルド・ストコフスキー指揮のクラシック音楽に合わせて米国で初演。
- 11月23日–ドミトリ・ショスタコーヴィチのピアノ五重奏曲は、モスクワ音楽院で作曲家のピアノで初演される。
- 12月6日–アーノルド・シェーンベルクのヴァイオリン協奏曲初演。
- 12月19日– バンドリーダーのハル・ケンプの車が正面衝突。ケンプは数日後に死亡。
- 日本の紀元二千六百年の6社競作レコードは、前年の1939年12月下旬に発売された。

## 洋楽・出版曲
- アルノルト・シェーンベルク「室内交響曲第2番」
- イーゴリ・ストラヴィンスキー「交響曲ハ調」「タンゴ」
- イルデブランド・ピツェッティ「交響曲」
- コダーイ・ゾルターン「管弦楽のための協奏曲」
- コンスエロ・ベラスケス「ベサメ・ムーチョ」
- ジャック・イベール「祝典序曲」
- ネッド・ワシントン、リー・ハーライン「星に願いを」
- 姚莉「玫瑰玫瑰我愛你」
- ポップスタンダード「フールズ・ラッシュ・イン」
- グレン・ミラー「ブルーベリー・ヒル」

## 邦楽シングル
- 青葉笙子「木曽の旅唄」「戦場撫子」
- 淡谷のり子「散りゆく花」
- 一色皓一郎「ビルの窓から」
- 伊藤久男「熱砂の誓ひ」「高原の旅愁」「お島千太郎旅唄 (w.二葉あき子)」「白蘭の歌 (w.二葉あき子)」
- 小笠原美都子「みのる秋」
- 川田義雄とミルクブラザース「地球の上に朝が来る」
- 霧島昇「蘇州夜曲」(渡辺はま子とのデュオ）「誰か故郷を想わざる」「目ン無い千鳥 (w.ミス・コロムビア)」「愛を呼ぶ唄」「新妻鏡 (w.二葉あき子)」「東京セネタースの歌 (w.松原操)」「燃ゆる大空 (w.藤山一郎)」
- 小夜福子「小雨の丘」
- 志村道夫・奥山彩子「蛇姫絵巻」
- 東海林太郎「戦場初舞台」
- 菅原都々子「風の又三郎」
- スリー・シスターズ「夢去りぬ」
- 田端義夫「別れ船」「兄弟」「旅出の唄」
- 高峰三枝子「湖畔の宿」
- 灰田勝彦「森の小径」「燦めく星座」
- ディック・ミネ「雪の満州里」
- 徳山璉「隣組」
- 新田八郎「南洋航路」
- 橋本國彦「交響曲第1番」
- 藤山一郎、渡辺はま子「まわる笑顔」
- 藤山一郎、二葉あき子「打てば響く」「春よいずこ」「なつかしの歌声」「北海道歌」
- 二葉あき子「めんこい子馬」
- 古川緑波「ロッパ南へ行く」
- 松島詩子「上海の踊り子」
- 山田一雄「印度」
- 渡辺はま子、霧島昇「蘇州夜曲」
- 童謡「めんこい仔馬」「りんごのひとりごと」
- 市歌「尼崎市歌」「松本市歌」
- 県民歌「山口県民歌」
- 戦時歌謡・軍歌：伊藤久男「暁に祈る」、内田栄一「月月火水木金金」、「靖國神社の歌」

## 誕生
- 1月3日 - 敏いとう（ミュージシャン、敏いとうとハッピー&ブルー）
- 1月6日 - ヴァン・マッコイ（、音楽プロデューサー・作曲家、+1979年・39歳没）
- 1月15日 - 大野しげひさ（俳優・タレント・元歌手）
- 1月18日 - 手塚幸紀（指揮者、+2020年・80歳没）
- 1月21日 - 竜雷太（俳優・元歌手）
- 2月9日 - ブライアン・ベネット（ミュージシャン）
- 2月11日 - 小野ヤスシ（タレント・コメディアン・ミュージシャン、+2012年・72歳没）
- 2月16日 - リオン・ウェア（歌手・音楽プロデューサー、+2017年・77歳没）
- 2月20日 - クリストフ・エッシェンバッハ（ピアニスト・指揮者）
- 2月25日 - ヘスス・ロペス＝コボス（指揮者、+2018年・78歳没）
- 2月25日 - 森田公一（北海道、作曲家・歌手）
- 2月29日 - 原田芳雄（俳優・歌手、+2011年・71歳没）
- 3月5日 - 藤木孝（俳優・歌手、+2020年・80歳没）
- 3月7日 - 上條恒彦（歌手・俳優・声優）
- 3月10日 - 大空眞弓（女優・元歌手）
- 3月11日 - ジョン・ギブソン（フルート奏者・サックス奏者、+2020年・80歳没）
- 3月12日 - アル・ジャロウ（ジャズミュージシャン、+2017年・76歳没）
- 3月15日 - トミー・マクレイン（スワンプ・ポップ・シンガー、ソングライター）
- 3月21日 - ソロモン・バーク（、歌手、+2010年・70歳没）
- 3月23日 - 森山加代子（歌手、+2019年・78歳没）
- 3月26日 - ルー・タバキン（、ジャズミュージシャン）
- 4月5日 - 板東英二（元プロ野球選手・タレント・元歌手）
- 4月9日 - 小林研一郎（作曲家・指揮者）
- 4月9日 - エルネスト・カブール（チャランゴ奏者）
- 4月12日 - ハービー・ハンコック（、ジャズピアニスト）
- 4月24日 - マイケル・パークス（俳優・歌手、+2017年・77歳没）
- 4月26日 - ジョルジオ・モロダー（、音楽プロデューサー・作曲家）
- 4月29日 - ジョージ・アダムス（サックス・フルート奏者、+1992年・52歳没）
- 5月17日 - アラン・ケイ（計算機科学者・ジャズ演奏家）
- 5月25日 - ペピーノ・ガリアルディ（、歌手）
- 5月26日 - 鈴木宏昌（東京都、ジャズピアニスト・作曲家、+2001年・60歳没）
- 5月28日 - 筒美京平（東京都、作曲家、+2020年・80歳没）
- 5月28日 - ハンス・ダルファー（、テナーサックス奏者）
- 6月4日 - 黒沼ユリ子（東京都、ヴァイオリニスト）
- 6月7日 - トム・ジョーンズ（歌手）
- 6月8日 - ナンシー・シナトラ（歌手・女優）
- 6月12日 - 克里木（軍隊歌手、+2020年・79歳没）
- 6月15日 - 野田暉行（三重県、作曲家、+2022年・82歳没）
- 6月17日 - チャック・レイニー（、ベーシスト）
- 6月23日 - スチュアート・サトクリフ（ベーシスト、ビートルズ、+1962年・21歳没）
- 6月26日 - ジェリー藤尾（旧・中国、歌手・俳優）
- 6月27日 - オイゲン・キケロ（ジャズピアニスト、+1997年・57歳没）
- 7月2日 - 浅丘ルリ子（女優・元歌手）
- 7月7日 - クニ河内（ミュージシャン）
- 7月7日 - リンゴ・スター（、ドラマー、ビートルズ）
- 7月18日 - ジョニー・ハッチンソン（ドラマー、ビートルズ代役、+2019年・78歳没）
- 8月4日 - ラリー・ネクテル（スタジオミュージシャン、+2009年・69歳没）
- 8月11日 - ピーター・キング（ジャズサクソフォーン奏者、+2020年・80歳没）
- 8月12日 - 伊藤アキラ（千葉県、作詞家、+2021年・80歳没）
- 8月12日 - トニー・アレン（ドラマー、+2020年・79歳没）
- 8月22日 - 土居まさる（アナウンサー・タレント・元歌手、+1999年・58歳没）
- 8月28日 - ジョセフ・シャバララ（歌手、レディスミス・ブラック・マンバーゾ、+2020年・79歳没）
- 8月29日 - ベニー・モウピン（フルート・サクソフォーン奏者）
- 9月1日 - 長田あつし（演歌歌手、殿さまキングス、+2014年・73歳没）
- 10月9日 - ジョン・レノン（、ミュージシャン、ビートルズ、+1980年・40歳没）
- 10月14日 - クリフ・リチャード（、歌手）
- 11月5日 - ヒデ夕樹（歌手、+1998年・58歳没）
- 11月25日 - ジャン＝クロード・マルゴワール（指揮者、+2018年・77歳没）
- 12月5日 - 山岸宜公（チェリスト・指揮者、+2018年・77歳没）
- 12月12日 - ディオンヌ・ワーウィック（、歌手）
- 12月15日 - 細川俊之（俳優・元歌手、+2011年・70歳没）
- 12月17日 - スティーヴン・コヴァセヴィチ（ピアニスト）
- 12月21日 - フランク・ザッパ（、ミュージシャン、+1993年・52歳没）

月日不明
- 祖堅方正（トランペット奏者、+2013年・73歳没）

## 死去
- 1月16日 - マクシミリアン・シュヴェードラー、フルート奏者（* 1853年）
- 3月13日 - 永井建子（軍楽隊指導者・作曲家（* 1865年）
- 9月15日 - 北廉太郎（山形県、歌手、*1920年）
- 10月5日 - シルベストレ・レブエルタス、作曲家・指揮者・ヴァイオリニスト（* 1899年）
- 12月5日 - ヤン・クベリーク、ヴァイオリニスト（* 1880年）